# In the Bedroom
In the Bedroom ist ein Spielfilm des US-amerikanischen Regisseurs Todd Field aus dem Jahr 2001. Er gilt als Independentfilm. Das Drama basiert auf der Kurzgeschichte Killings des US-amerikanischen Schriftstellers Andre Dubus, der 1999 verstarb. Der Film ist ihm gewidmet. Der Film zeichnet Stil, Dialekt und Sozialgewohnheiten jener Region originalgetreu nach.

## Handlung
Im beschaulichen Camden lebt die gutbürgerliche Familie Fowler. Vater Matt ist praktischer Arzt, Mutter Ruth ist Musiklehrerin in der High School und hat ein Faible für osteuropäische Chorlieder. Ihr einziger Sohn Frank möchte Architektur studieren, jobbt aber vorher noch als Hummerfischer und verbringt den Sommer daher bei den Eltern in Neuengland. Nichts scheint das idyllische Leben der Fowlers trüben zu können. Frank hat sich aber während des Sommers auf eine Liebesbeziehung mit einer älteren, verheirateten Mutter, Natalie, eingelassen. Besonders Ruth sieht die Affäre der beiden skeptisch, Frank allerdings fühlt sich in seinen Entscheidungen frei, auch mit den beiden kleinen Jungen seiner Freundin versteht er sich gut. Natalie lebt getrennt von ihrem gewalttätigen Ehemann Richard und will die Scheidung, doch er wünscht sich einen Neuanfang mit ihr und seinen Kindern.
Als Frank versucht, Natalie und ihre Kinder vor Richard zu schützen, eskaliert die Situation, und Frank kommt durch einen Schuss aus Richards Waffe ums Leben. Richard wird festgenommen. Bei der kurz darauf stattfindenden Vorverhandlung kommt er aber auf Kaution frei, da die Anklage mangels Augenzeugen – Natalie hatte den Schuss lediglich gehört – nur auf Totschlag lautet und auch ein Unfall im Gerangel nicht mit Sicherheit ausgeschlossen werden kann. Das ist ein Schock für die Eltern des toten Frank, die, wie Natalie, von Richards Schuld überzeugt sind, zumal er Frank schon vorher einmal angegriffen hatte. Ruth, die ihren Sohn sehr geliebt hat, verfällt in eine depressive Stimmung. Diese schlägt in kalte Wut um, als sie nach einiger Zeit dem Mörder ihres Sohnes auf freiem Fuß in einem Lebensmittelgeschäft in der Stadt wiederbegegnet. Matt Fowler bemüht sich dagegen zunächst, schnell wieder Normalität einkehren zu lassen. Er erkundigt sich auch nach dem Befinden Natalies, die sich verantwortlich fühlt für den Tod ihres Freundes und ebenfalls einen großen Verlust spürt, diesen aber nicht mit den Fowlers teilen kann. Als Natalie das Gespräch mit Ruth sucht, lässt diese ihre Wut an ihr aus und schlägt sie.
Zwischen dem Ehepaar Fowler herrscht auf Grund der unterschiedlichen Verarbeitung des Geschehens emotionale Kälte. Bei einer heftigen Auseinandersetzung entlädt sich der ganze Frust beider, die sich am Ende ihres Streits tröstend in den Armen liegen. Matt, der eine geringe Strafe des Täters und die komplette Zerstörung seiner Familie kommen sieht, beschließt nun, auf eigene Faust zu handeln. Er entführt Richard nachts nach dessen Feierabend mit vorgehaltener Waffe und gibt ihm nüchterne Handlungsanweisungen. Er fährt mit ihm nach Hause, lässt ihn die Koffer packen und erzählt dem jetzt lammfrommen Entführten, er würde die Stadt per Flugzeug verlassen. Matt dirigiert Richard dann über einsame Waldstraßen in ein entlegenes Jagdgebiet. Zwar hat Richard Misstrauen geschöpft, beruhigt sich aber, als er am Ende der Fahrt einen Freund Matts sieht, den er auch kennt. Plötzlich aber erschießt Matt kaltblütig den Mörder seines Sohnes. Die beiden Freunde hatten den Mord geplant und verscharren die Leiche von Richard jetzt im Wald.
In den Morgenstunden kehrt Matt Fowler zu seiner Frau Ruth zurück, die ihn mit der Frage erwartet: „Hast du es getan?“

## Interpretation
Zwei Monate lang drehte Regisseur, Schauspieler und Drehbuchautor Todd Field (u. a. als Nick Nightingale in Stanley Kubricks letztem Film Eyes Wide Shut zu sehen) diesen kleinen Independent-Film, der nur 1,7 Mio. US-Dollar Produktionskosten benötigte und mehr als das Siebzehnfache wieder einspielte. Das eher am europäischen Kino orientierte Drama zeichnet sich durch lange, ruhige Kameraeinstellungen aus, der Soundtrack ist angenehm zurückhaltend gehalten. Die Figuren haben mehrfach die Möglichkeit, im Vorfeld den Verlauf der Handlung zu ändern, tun es jedoch aus Angst vor gesellschaftlicher Bloßstellung nicht. Mit entlarvendem Blick porträtiert Regisseur Todd Field, wie die Kleinstadtidylle vom ganz normalen Wahnsinn heimgesucht wird, wie die Trauernden in ein Gefühlschaos gestürzt werden, sich entfremden und auf unterschiedliche Weise versuchen, ihren Schmerz zu bewältigen.

## Kritiken
- „Was ganz harmlos beginnt, entwickelt sich in Todd Fields mächtigem Drama zu einer eindringlichen Studie über Menschen in einer Kleinstadt, die von einer Serie von Tragödien heimgesucht werden. Herausragend in dem ebenso düsteren wie starken Film sind die Darstellerleistungen – vor allem Sissy Spacek war in ihrer Laufbahn niemals besser.“ (Blickpunkt:Film)
- „Packendes Drama über eine Kleinstadtfamilie, die durch eine Tragödie auseinandergerissen wird.“ (DVD & Video Report)
- „Eine hervorragend gespielte intime Studie über die Abgründe eines Daseins, dem jäh das Zentrum entrissen wurde.“ (film-dienst)
- „Voller magischer Momente, die einem auch noch Tage später nicht aus dem Kopf gehen.“ (Der Spiegel)
- „Das dialoglastige, exzellent bebilderte und überaus intelligente Drama gehört zum Besten, was das US-Independent-Kino in den letzten Jahren hervorbrachte. Wegen des sperrigen Themas werden aber wohl nur Anhänger des anspruchsvollen Kopfkinos zugreifen.“ (VideoWoche)

## Auszeichnungen
In the Bedroom gewann zahlreiche Festivalpreise und wurde 2002 insgesamt
für fünf Oscars nominiert, konnte jedoch keinen gewinnen. Die Nominierungen gab es in den Kategorien Bester Film, Bestes adaptiertes Drehbuch, Beste Hauptdarstellerin (Sissy Spacek), Bester Hauptdarsteller (Tom Wilkinson) und Beste Nebendarstellerin (Marisa Tomei). Hauptdarstellerin Sissy Spacek wurde zudem mit dem Golden Globe als Beste Hauptdarstellerin in einem Drama ausgezeichnet.